# Xuejia Lai
Xuejia Lai, cryptologue, informaticien et mathématicien chinois. Il est diplômé en mathématiques, titre obtenu à l'Université de Xidian, Chine. Docteur en Technical Science à l'EPFZ, Zurich (Suisse) en 1992. 
Co-inventeur avec James Massey de l'algorithme symétrique IDEA, chiffrement qui utilise une construction dite de Lai-Massey. Lai a également introduit le concept de chiffrement de Markov qui permet de décrire la cryptanalyse différentielle avec une chaîne de Markov finie. Il a contribué à plusieurs standards et spécifications en cryptologie. 
Xuejia Lai a fait partie de l'équipe chinoise (Xiaoyun Wang et al.) qui a cassé la fonction de hachage cryptographique MD5  en 2004.